# Lopo Soares de Albergaria

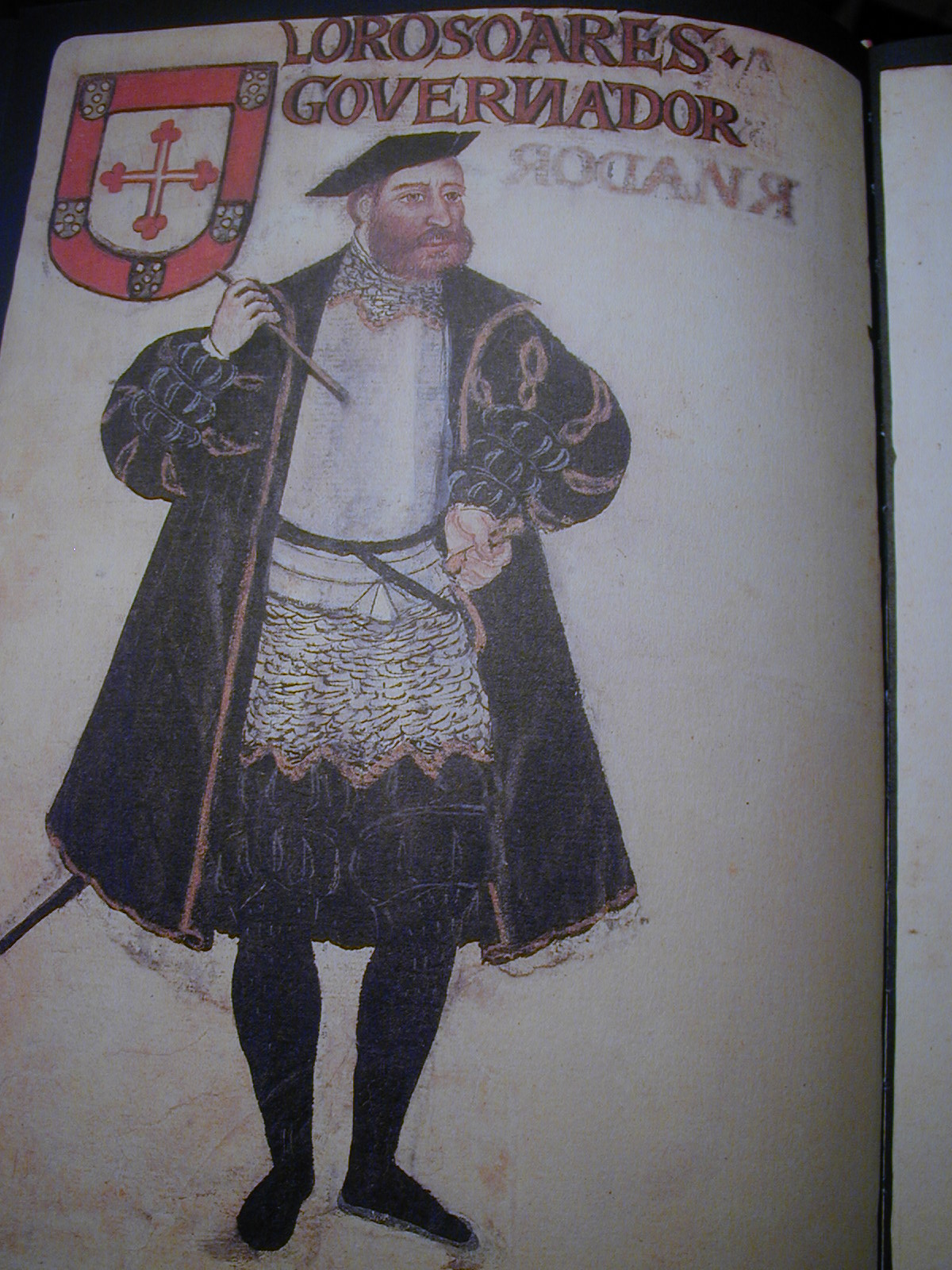
Lopo Soares de Albergaria, dritter Generalgouverneur des Estado da Índia

Dom Lopo Soares de Albergaria (auch: Lop(p)o Soares de Alvarenga; * um 1460 in Portugal; † nach 1520 in Torres Vedras) war ein portugiesischer Seefahrer, Militär und der dritte Generalgouverneur des Estado da Índia.

## Person
Dom Lopo Soares de Albergaria entstammte dem Hochadel. Er war der vierte Sohn von Rui Gomes de Albergaria, der zu Zeiten Alfons V. das Amt des Kanzlers des Reiches (portugiesisch chanceler-mor) ausübte und von Dona Mécia Soares de Melo. Er heiratete Dona Joana de Albuquerque, die Schwester von Tristão da Cunha, dem Oberbefehlshaber der 1506 nach Indien ausgelaufenen Flotte. Durch seine Heirat und seine Familie verfügte er über enge verwandtschaftliche Beziehungen zu vielen Akteuren des Estado da Índia.
Er war zwar am königlichen Hof erzogen worden und Fidalgo des königlichen Hauses, aber als lediglich viert geborener Sohn nicht erbberechtigt. So suchte er, wie viele andere Adlige auch, in Übersee nach Einkünften und Ruhm.
Von 1495 bis 1499 war er der Vertreter des Königs (portugiesisch capitão-mor) in São Jorge da Mina, einem der wichtigsten und lukrativsten Ämter, die der portugiesische König zu vergeben hatte.
Aus den Quellen lässt sich errechnen, dass zwischen 1501 und 1505 nicht weniger als 81 Schiffe mit 7000 Mann Besatzung Richtung Indien ausgelaufen waren. Der portugiesische Historiker Jaime Cortesão ging davon aus, dass etwa die Hälfte der Seeleute und Soldaten durch Unfälle, Krankheiten, Hunger und Durst im Roten Meer umkamen.

## Entdeckungsreisen
Lopo Soares de Albergaria unternahm drei historisch belegte Entdeckungsreisen.
Erste Entdeckungsreise
22. April 1504 (Lissabon) – 22. Juli 1505 (Tejo-Mündung): Neun Naus und zwei Karavellen mit 369 Mann Besatzung brachen nach Indien auf. Andere Historiker erwähnen zwölf Naus und zwei Karavellen. Auf dem Flaggschiff Sao António befand sich als Steuermann Pedro de Mendonça. Auf See traf die Armada auf aus Calicut fliehende Moslems, die vernichtend geschlagen wurden. Im September 1504 erreichte die Flotte Indien. Der mitreisende Ruy Fernandes Pereira gilt als Entdecker der Insel Sokotra. Die Flotte bombardierte Calicut wegen des aufständischen Zamorins und kehrte im Juli 1505 mit reicher Ladung und fast intakter Flotte nach Lissabon zurück.
Zweite Entdeckungsreise
7. April 1515 (Lissabon) – 20. Januar 1519 (Lissabon): Unter dem Generalkapitän Lopo Soares de Albergaria fuhren 15 Karavellen mit 1200 Soldaten und Mann Besatzung Richtung Indien. Er sollte als neuer Gouverneur des Estado da Índia den erfolgreichen Afonso de Albuquerque zwar ablösen, dessen Politik des Aufbaus eines portugiesischen Herrschaftsbereichs im Indischen Ozean jedoch fortsetzen und durch einen Angriff auf die Zufahrtswege des Roten Meeres den muslimischen Handel mit Venedig unterbinden. Die Befehlshaber seiner Schiffe sollten daher nicht nach Portugal zurückkehren, sondern für einige Zeit die wichtigsten Ämter im Estado da Índia besetzen. So wurden nach Ankunft der Flotte zum Beispiel die Befehlshaber der wichtigsten Festungen in Sofala, Goa, Cannanore, Calicut, Cochin und Malacca ausgetauscht.
In Goa angekommen am 8. September 1515, musste Lopo Soares de Albergaria dem Alfonso de Albuquerque den Befehl überbringen, dass de Albergaria als neuer Generalgouverneur eingesetzt wurde. Albuquerque verstarb noch am 16. Dezember 1515, Lopo Soares war nunmehr im Amt bis September 1518. Am 8. Februar 1516 verließen sie Goa mit 37 Segeln, 1200 Portugiesen, 800 Malabaren und 800 Seeleuten Richtung Aden, am 10. September 1516 erreichte die Flotte Calayate. Mit an Bord befand sich Duarte Galvão, der designierte Botschafter in Äthiopien, und auf dem Flaggschiff erreichten sie am 17. März 1517 das Rote Meer bei Bab al-Mandab, dessen Insel Kamaran sie am 9. Juni 1517 erreichten; hier verstarb Galvão. Bei Kamaran begann Lopo Soares einen Krieg gegen das wehrhafte Jidda, wo 800 Portugiesen und Sklaven zu Tode kamen. Er zog sich zurück und brannte im Juli 1517 Zeila nieder, Aden hielt er für zu widerstandsfähig und ließ die Stadt unbehelligt hinter sich. Der ebenfalls mitreisende Francisco Álvares schilderte diese Ereignisse in einem Brief vom 9. Januar 1518 an König Manuel I. von Portugal. Kurz danach begann die Rückreise ausgehend von Cananor, die mit der Ankunft in Portugal im Januar 1519 endete.
Dritte Reise
April 1519 (Lissabon) – Juli 1527 (Lissabon): Ein detaillierter Reisebericht stammt vom Missionar Francisco Álvares. Nach vielen Schwierigkeiten erreichten sie erst am 2. Januar 1520 das Rote Meer, am 4. Januar 1520 Calicut, am 20. Januar 1520 Goa, Kap Guardafui am 8. Februar 1520. Am 26. Februar 1520 kam Sokotra in Sicht, am 13. März 1520 verließen sie Meti (Südwest-Äthiopien); António de Saldanha ankerte in der Nähe von Aden, am 16. März 1520 verließen sie die Gegend Richtung Jidda bis zum 18. März 1520. Am 1. April 1520 kam der Zubair-Archipel in Sicht, wo 1517 einige Portugiesen getötet wurden. Am 2. April 1520 gelangte die Flotte in Höhe von Massaua und dem hiervon 11 km entfernten Arqiqo. Schließlich erreichten sie am 9. April 1520 Massawa, wo Francisco Álvares von Bord ging.
Erst am 20. Januar 1526 begann die Rückreise, im Juli 1527 kamen sie in Portugal an.

## Weiteres Leben
Noch vor seiner Rückreise wurde Lopo Soares de Albergaria im September 1518 als Gouverneur von Indien abberufen. Nach Portugal zurückgekehrt, hatte er sich wegen seiner Politik in Indien, wegen Verschwendung u. a. Vorwürfen zu verantworten. Er zog sich auf sein Landgut nach Torres Vedras zurück, wo er wahrscheinlich auch starb.
Lopo Soares de Albergaria konnte mit seinen politischen und militärischen Aktionen nicht an die Erfolge Afonso de Albuquerques anknüpfen. Besonders sein unter beträchtlichen Verlusten von den Türken zurückgeschlagener Angriff auf die Hafen- und Festungsstadt Jidda im Roten Meer minderte sein Ansehen am portugiesischen Hof.
In mehreren Städten Portugals, so in Porto und Barreiro, sind Straßen nach ihm benannt.